# Oroslavje
Oroslavje – miasto w Chorwacji, w żupanii krapińsko-zagorskiej, siedziba miasta Oroslavje. W 2011 roku liczyło 3368 mieszkańców.
Jest położone w Hrvatskim zagorju, na wysokości 171 m n.p.m., u podnóża Medvednicy, ok. 35 km na północ od Zagrzebia.
Miejscowa gospodarka oparta jest na przemyśle metalowym, obuwniczym i tekstylnym.